# Форт Реїш-Магуш
5°45′23″ пд. ш. 35°11′41″ зх. д. / 5.75638889° пд. ш. 35.19472222° зх. д.
Форт Реїш-Магуш (Фортеця трьох мудреців) — фортеця, розташована в місті Натал у бразильському штаті Ріо-Гранді-ду-Норті.

## Історія фортеці

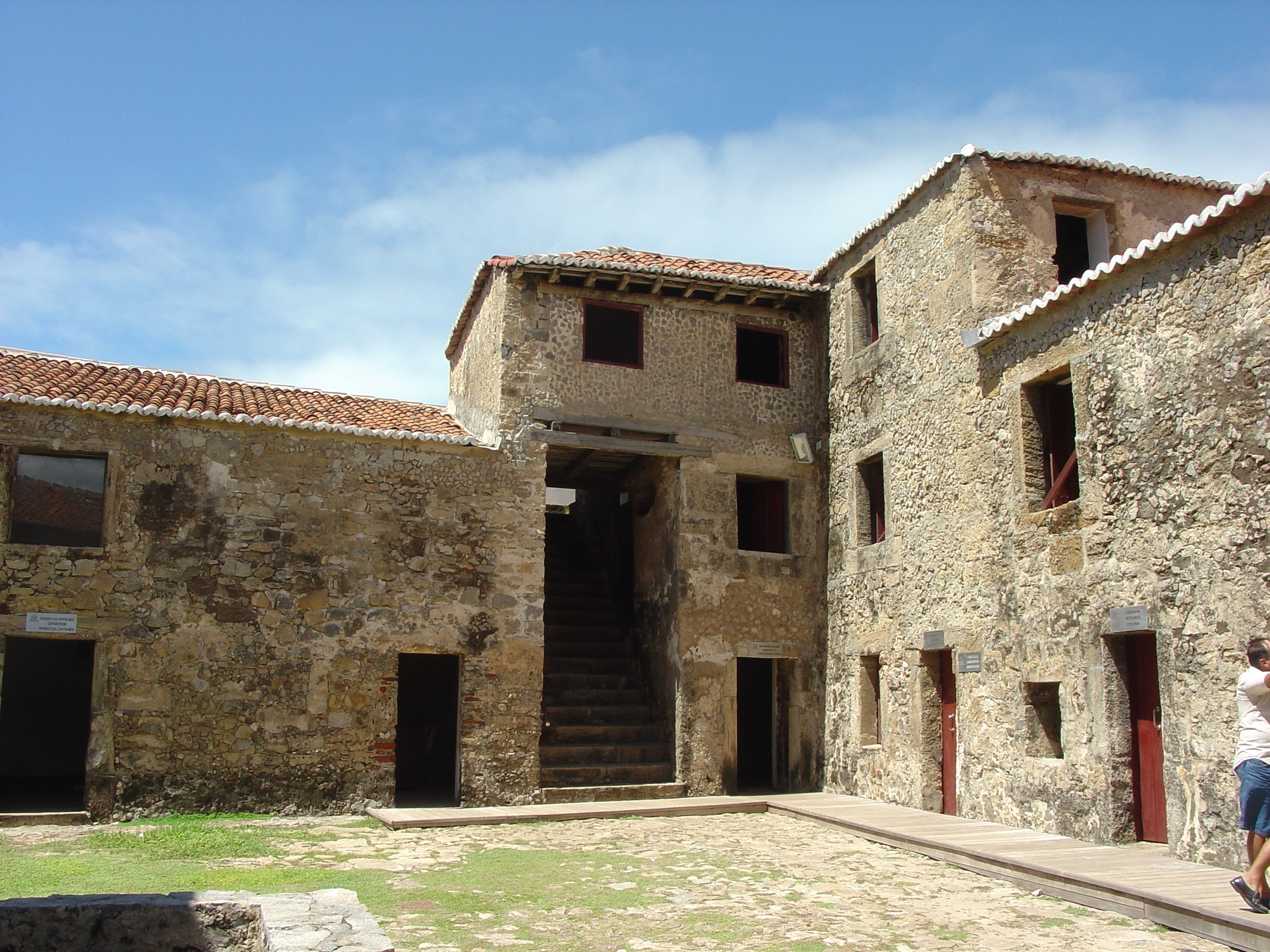
Форт Реїш-Магуш

Фортеця заснована 25 грудня 1599 року. Це була перша віха міста. Форт знаходиться на правій стороні берега річки Потенгі (сьогодні біля мосту Ньютона Наварро ). Свою назву він отримав за датою початку будівництва — 6 січня 1598 року за католицьким календарем Богоявлення.  Форт є чудовим прикладом португальського колоніального військового форту з палацовими приміщеннями.Він  розташований на краю океану, на стратегічному місці, важливому як для сухопутних, так і морських атак, з повністю чистим зовнішнім фасадом. Проте особняк губернатора побудований у простому, але стильному водночас стилі Алентежу, що походить з півдня Португалії.